# Пигментна везивна ћелија
Пигментна везивна ћелија налази се у везивном ткиву судовњаче и дужице ока и обавља синтезу меланинских гранула. Од броја пигментских гранула као и начина како су уређене зависи обојеност дужице. Плава дужица је последица малог броја гранула или њиховог одсуства, док са повећењем броја гранула боја постаје све тамнија.